# Vozni red
Vozni red je javno besedilo, v katerem je napisano, katere vrste javnih prevoznih sredstev vozijo v določeni smeri in ob kateri uri odpeljejo (odhodi) z dane postaje oziroma nanjo pripeljejo (prihodi).

## Vrste voznih redov
Obstaja več vrst voznih redov, in sicer so odvisni od vrste prevoznega sredstva.
- avtobusni vozni red
- železniški vozni red
- letalski vozni red
- trajektni in ladijski vozni red ...

### Oblike
Vozni redi so dostopni v e-obliki na spletnih straneh, na postajališčih v papirnati obliki ali kot elektronski napovedniki, v obliki priročnih knjižic ...